# 이무영 (경찰)
이무영(李茂永, 1944년 12월 5일 ~ )은 대한민국 경찰 출신 정치인이다. 본관은 인천(仁川)이다. 제9대 경찰청장(대한민국 경찰 조직상의 수장으로는 제54대)을 지냈다.

## 국회의원 당선과 의원직 박탈
전주시 완산구 갑에서 무소속으로 출마해 당선됐다. 2008년 12월 11일, 선거법 위반으로 150만원의 벌금형을 받고, 당선무효가 되었다.

## 역대 선거 결과
|  | 29.81% |

|  | 53.09% |